# 윌리엄 뎀스키
윌리엄 앨버트 "빌" 뎀스키(영어: William Albert "Bill" Dembski, 1960년 7월 18일 ~)는 미국의 철학자이자, 신학자, 전산학자, 수학자이다. 마이클 베히와 함께 '환원 불가능한 복잡성'에 근거한 지적 설계론을 주장한 것으로 유명하다.

## 이력
- B.A. psychology University of Illinois at Chicago (1981)
- M.S. statistics University of Illinois at Chicago (1983)
- S.M. mathematics University of Chicago (1985)
- Ph.D. mathematics University of Chicago (1988)
- M.A. philosophy University of Illinois at Chicago (1993)
- MDiv. Princeton Theological Seminary (1996)
- Ph.D. philosophy University of Illinois at Chicago (1996)

## 같이 보기
- 지적 설계
- 창조 과학
- 마이클 베히